# 一五新觀點
“一五新觀點”，又常引述為兩岸一家親，是一個由中華民國前臺北市長柯文哲在2015年提出的海峽兩岸關係政治觀點，並質疑九二共识的兩岸關係論述已不再適用。

## 背景
2014年2月18日，中共中央总书记习近平会见前往北京访问的中国国民党前主席连战时首次面向台湾人民发表了《共圆中华民族伟大复兴的中国梦》，內容根据两岸关系发展的形势，提出了一系列尝试推动两岸关系和平发展的理念和主张，阐释“两岸一家亲”的道理，從而呼吁两岸人民共同推动两岸关系和平发展，共圆「中华民族伟大复兴的中国梦」，並正式提出了两岸一家亲的理念。
2014年台湾九合一选举后，當時当选一年多的台北市長柯文哲欲參加上海跟台北的雙城論壇，但因不承認九二共識，受到中國大陸方面抵制，故柯文哲重新提出兩岸論述，認為「九二共識」距離現在已經22年，很多時空背景都已改變，不如大家來談「一五共識」。

## 内容
2015年3月30日，柯文哲接受新华社、中央电视台和中评社三家媒体联合采访专门谈两岸问题，共历时10分钟。31日，新华社对采访内容进行了报道，中评社则发表了采访全文。采访分四个部分，第一部分柯文哲表达自己对“九二共识”和“一中”的理解，由于这部分内容成为日后讨论的焦点，全文引述如下：

事實上，在當今世界上並沒有人認為有兩個中國，所以“一個中國”並不是問題，但更重要的是所謂一個中國，它的內容是什麼？這才是整個世界比較關心的。以台灣的現況，事實上不少台灣人民對九二共識的內容仍然是不太清楚的，包括過去的我。我想兩岸來往重要的是內容，而不是符號。因此我認為，尊重兩岸過去已經簽署的協議和互動的歷史，在既有的政治基礎上，以互相認識、互相瞭解、互相尊重、互相合作和互相諒解，讓兩岸人民去追求更美好的共同未來，這是兩岸領導人必須要去做的。我認為不必太去強調某一個詞句或某一個符號，更應當重視實質的內容，這是我目前的一個看法。
在第二部分，柯文哲对《外交政策》采访事件作出说明和辩解。在第三部分，柯文哲认为自己的务实作风会为当前两岸交流带来新的突破。第四部分，柯文哲应记者要求对“一五新观点”进行总结：

尊重兩岸過去已經簽署的協議和互動的歷史，在既有的政治基礎上，以“互相認識、互相了解、互相尊重、互相合作”的原則，秉持“兩岸一家親”的精神，促進交流、增加善意，讓兩岸人民去追求更美好的共同未來。
在31日新華社的報導中，“在当今世界上并没有人认为有两个中国，所以一个中国并不是问题”一句被拿出來強調；下午，中共中央台辦發言人范丽青也對柯文哲加以讚賞，認為柯的表態有利於台北市與上海市的城市交流合作。當天，柯文哲指責中國大陸媒體斷章取義；但當記者問他對“一個中國”的理解時，他回答說“我不曉得啊，他要講啊”。
2015年8月18日，台北上海城市論壇在中國大陸上海市瑞金賓館舉行，台北市長柯文哲在開幕致辭提出「一五新觀點」主張，他說秉持“兩岸一家親”精神及「四個互相」（互相認識、互相了解、互相尊重、互相合作）原則，達到促進交流、增加善意目標，並與上海市長楊雄達成「民間先行，政府支持」共識。
2018年5月13日，柯文哲表示他的兩岸論述沒變，並提出五個互相（互相認識、互相了解、互相尊重、互相合作、互相諒解）。
2021年12月1日举行的台北上海双城论坛上，柯文哲在讲话中重提了五个互相，但未提及“两岸一家亲”。柯文哲会后受访表示，他最担心就是两岸陷入恶意螺旋，为了避免擦枪走火，两岸要加强沟通交流，化解误会。

## 中國大陸反應
中共中央台灣工作辦公室對此表示讚賞，但柯文哲指中共中央臺辦「都是斷章取義」，柯強調，一個中國的重點「是內容不是符號」，買東西不管標籤貼什麼，他關心的是內容，「你們老是說一個中國，對我們來講一個中國是什麼，內容要不要先講清楚？」

## 台灣各方评论
- 時任台南市長賴清德批評兩岸一家親「難以獲得共鳴」，因為兩岸一家親的前提應是大陸撤除對準台灣之飛彈。[11]
- 時任民主進步黨台北市議會總召吳思瑤表示肯定柯文哲提出一五新觀點發言，而且更要在兩岸現有的基礎上繼續去推動交流。柯文哲講法是符合台灣主體意見的，也符合民進黨主席蔡英文之前提出的台灣維持現狀說，兩者基調是一致的。 [12]但其後民進黨自行推舉人選市長，不再支持柯文哲。
- 時任中國國民黨發言人楊偉中表示，柯雖然呼應了陸方所提、台灣卻並不使用的「兩岸一家親」等用語，但實質上都是一些兩岸交流基本的原則與態度，比較空泛、模糊，還不是具體可實踐的政策。他也表示指出，柯文哲說兩岸要「互相認識、互相瞭解、互相尊重、互相合作」，事實上多年來，兩岸早就本著這樣的精神進行交流。[13]
- 時任中國國民黨黨鞭賴士葆認為，柯文哲的講法根本就是偏向中國大陸，看起來就像是呼應「一中各表」，但是卻又不要中華民國的各表，「大陸當然很歡迎，因為柯文哲的基調就跟大陸一樣嘛！」。
- 2019年1月1日，時任中華民國總統蔡英文發表元旦談話，提及中国大陆非洲猪瘟疫情时称「如果連疫情防治都不能真心合作，哪來的兩岸一家親？」。[14]

## 外部連結
- 柯文哲2015年3月30日接受媒体联合访问全文 （页面存档备份，存于）